# Пакстанг (Пенсилванија)
Пакстанг (енгл. Paxtang) град је у америчкој савезној држави Пенсилванија.

## Демографија
По попису из 2010. године број становника је 1.561, што је 9 (-0,6%) становника мање него 2000. године.
| Група             | 2000.         | 2010.         |
| Белци             | 1.364 (86,9%) | 1.177 (75,4%) |
| Афроамериканци    | 100 (6,4%)    | 166 (10,6%)   |
| Азијати           | 24 (1,5%)     | 30 (1,9%)     |
| Хиспаноамериканци | 63 (4,0%)     | 142 (9,1%)    |
| Укупно            | 1.570         | 1.561         |